# Боскотреказе
Боскотрека̀зе (на италиански: Boscotrecase; на неаполитански: Vuoschetreccas', Вуоскътреказъ) е град и община в Южна Италия, провинция Неапол, регион Кампания. Разположен е на 86 m надморска височина. Населението на общината е 10 645 души (към 2010 г.).
В общинската територия се намира част от вулкан Везувий.